# Gatos del Hermitage

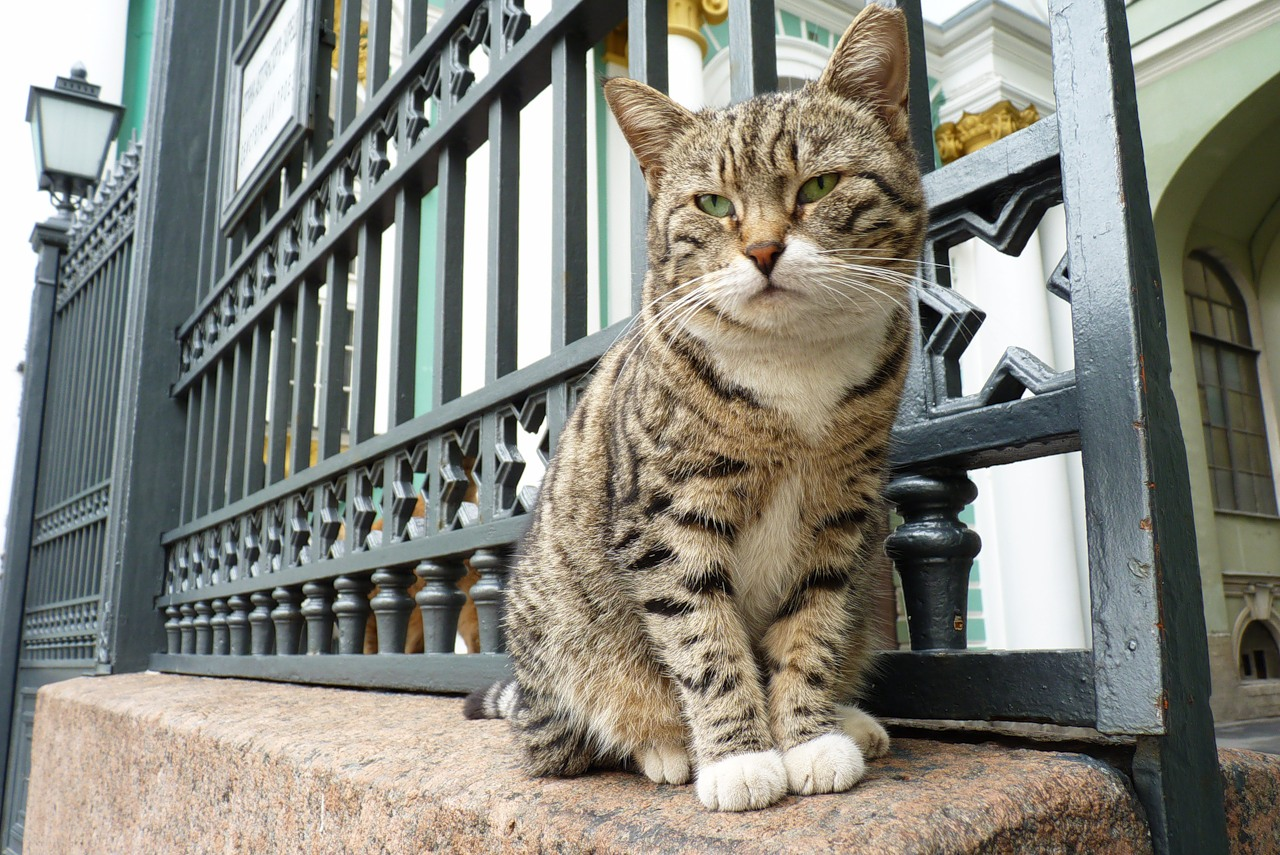
Un gato del museo

Los gatos del Hermitage son las mascotas del Museo del Hermitage, en San Petersburgo, Rusia. El museo tiene un secretario de prensa dedicado a los gatos, y también tres cuidadores para ellos.
Desde el siglo XVIII ha habido gatos en el museo.Isabel I, emperatriz de Rusia, dijo que el museo necesitaba a los gatos porque había ratas. Los gatos provienen de Kazán.